# Boeckella geniculata
Boeckella geniculata és una espècie de crustaci copèpode de la família dels centropàgids. És endèmic d'Austràlia Occidental.